# Demografía de Cúcuta
Cúcuta, capital de Norte de Santander, es la ciudad más poblada de ese departamento y la sexta de Colombia con 711,715 habitantes, de acuerdo con los resultados del censo de 2018 del Departamento Administrativo Nacional de Estadística (DANE) . 
Cúcuta tendrá en junio de 2020 , 65.391 personas más, según las proyecciones sobre la población publicadas por el Departamento Administrativo Nacional de Estadística (Dane). A mitad del 2020, la población rondará los 777 106 habitantes, un 9 % más que la reportada por el censo de 2018.

## Población
De acuerdo con las cifras presentadas por el DANE del censo 2005, la ciudad cuenta actualmente con una población de 618 000 y 804.000 en el área metropolitana, con una densidad poblacional de aprox. 638 habitantes por kilómetro cuadrado. Solo 15.810 habitantes se ubican en la zona rural del municipio. El 48% de los habitantes son mujeres y el resto -el 85%- son hombres. La ciudad cuenta con una de las tasas más bajas de analfabetismo, ya que solamente alcanza el 7,5% en la población mayor de 5 años de edad.
El 22,2% de la población está en unión libre, el 5,1% divorciado, el 4,5 viudo, el 45,6% es soltera, y el 22,6 están casados. En cuanto a pertenencia étnica el 0,86% se autoreconoce como indígena y el 1,02% como raizal, palenquero, negro, mulato, afrocolombiano o afrodescendiente.
Los servicios públicos tienen una alta cobertura, ya que un 97,9% de las viviendas cuenta con servicio de energía eléctrica, mientras que un 92,5% tiene servicio de acueducto y un 48,5% de comunicación telefónica fija.
En Cúcuta el proceso de urbanización acelerado no se debe exclusivamente a la industrialización, ya que existen unas complejas razones políticas y sociales como la pobreza y la violencia, las cuales han motivado la migración del campo a la ciudad a lo largo del siglo XX, determinando un crecimiento exponencial de la población en las zonas urbanas y el establecimiento de cinturones de miseria en sus alrededores.
Los últimos gobernantes de la ciudad han promovido el desarrollo urbanístico de la ciudad mediante megaproyectos, así como la aceptación del TLC entre Colombia y Estados Unidos como una vía hacia el desarrollo.

## Vivienda
Tipo de Vivienda
Los ciudadanos de Cúcuta prefieren vivir en casas. Esta "cultura" de vivienda -que actualmente está en decadencía- se debió a que el Plan de Ordenamiento Territorial prohibió hasta el año 2006 la construcción de edificios de más de 6 pisos. Lo anterior debido a que la urbe fue destruida en su totalidad junto con su área metropolitana el 18 de mayo de 1875 por el Terremoto de Cúcuta de 1875 (también conocido como Terremoto de los Andes).
Servicios con los que cuenta la vivienda
Los servicios públicos más comunes son la energía eléctrica y el gas natural, mientras que el teléfono es el menos popular con una tasa del 48,5%.
Personas viviendo en el exterior
Indiscutiblemente los cucuteños que viven en el exterior lo hacen en su gran mayoría en Venezuela, debido la condición fronteriza con ese país.
| Estadísticas de Vivienda de Cúcuta |                            |                                  |
|                                    |                            |                                  |
| Hogares con empresas               | Servicios en las viviendas | Personas viviendo en el exterior |